# SV Seligenporten
SV Seligenporten is een Duitse sportvereniging uit Seligenporten, een stadsdeel van de gemeente Pyrbaum uit de Oberpfalz in de deelstaat Beieren. De club werd in 1949 opgericht en heeft naast een voetbalafdeling, ook afdelingen voor handbal, ju-jutsu, paardensport en dansen. Het eerste elftal van de voetbalafdeling speelde vanaf het seizoen 2012/13 in de Regionalliga Bayern, het 4e niveau in Duitsland. In 2015 degradeerde de club, maar kon na één seizoen terugkeren. In 2018 degradeerde de club opnieuw.

## Erelijst
- Bekerwinnaar van Beieren 2007
- Promotie naar de Bayernliga 2007/08
- Kwalificatie voor de Regionalliga Bayern 2012/13